# Рудополє-Бруваньсько
Рудополє-Бруваньсько (хорв. Rudopolje Bruvanjsko) — населений пункт у Хорватії, в Задарській жупанії у складі громади Грачаць.

## Населення
Населення за даними перепису 2011 року становило 31 осіб.
Динаміка чисельності населення поселення:

## Клімат
Середня річна температура становить 8,26 °C, середня максимальна – 21,82 °C, а середня мінімальна – -7,23 °C. Середня річна кількість опадів – 1214 мм.
| Клімат поселення                              | Клімат поселення | Клімат поселення | Клімат поселення | Клімат поселення | Клімат поселення | Клімат поселення | Клімат поселення | Клімат поселення | Клімат поселення | Клімат поселення | Клімат поселення | Клімат поселення | Клімат поселення |
| Показник                                      | Січ.             | Лют.             | Бер.             | Квіт.            | Трав.            | Черв.            | Лип.             | Серп.            | Вер.             | Жовт.            | Лист.            | Груд.            |                  |
| Середній максимум, °C                         | 5,98             | 6,94             | 9,98             | 13,95            | 18,50            | 21,82            | 21,80            | 21,48            | 17,54            | 13,53            | 8,46             | 4,70             |                  |
| Середня температура, °C                       | −0,62            | 0,34             | 3,37             | 7,34             | 11,89            | 15,20            | 17,48            | 17,17            | 13,22            | 9,21             | 4,15             | 0,37             |                  |
| Середній мінімум, °C                          | −7,23            | −6,26            | −3,23            | 0,74             | 5,28             | 8,61             | 13,16            | 12,85            | 8,91             | 4,90             | −0,17            | −3,94            |                  |
| Норма опадів, мм                              | 89               | 90               | 93               | 105              | 91               | 91               | 63               | 77               | 115              | 129              | 149              | 122              |                  |
| Середньомісячна швидкість вітру, м/с          | 2.38             | 2.52             | 2.68             | 2.59             | 2.36             | 2.12             | 2.09             | 1.99             | 2.15             | 2.29             | 2.58             | 2.65             |                  |
| Середньомісячна сонячна радіація, кДж/м²·день | 4843             | 7480             | 11024            | 15421            | 19380            | 21457            | 23321            | 20236            | 15028            | 9713             | 5281             | 4053             |                  |
| --------------------------------------------- | ---------------- | ---------------- | ---------------- | ---------------- | ---------------- | ---------------- | ---------------- | ---------------- | ---------------- | ---------------- | ---------------- | ---------------- | ---------------- |
| Джерело:                                      |                  |                  |                  |                  |                  |                  |                  |                  |                  |                  |                  |                  |                  |